# 湯川・朝永奨励賞
湯川・朝永奨励賞（ゆかわ・ともながしょうれいしょう、英: Yukawa-Tomonaga Memorial Prize）とは、京都大学が、自然科学における研究を奨励するため、若手研究者（40歳未満）の顕著な研究業績に対して贈られる賞。
京都大学で学んだ後にノーベル物理学賞を受賞した湯川秀樹と朝永振一郎の生誕百年（朝永が2006年、湯川が2007年）の記念事業として制定された。